# Роузмонт (Мериленд)
Роузмонт (енгл. Rosemont) град је у америчкој савезној држави Мериленд.

## Демографија
По попису из 2010. године број становника је 294, што је 21 (7,7%) становника више него 2000. године.
| Група             | 2000.       | 2010.       |
| Белци             | 270 (98,9%) | 270 (91,8%) |
| Афроамериканци    | 1 (0,4%)    | 4 (1,4%)    |
| Азијати           | 0 (0,0%)    | 1 (0,3%)    |
| Хиспаноамериканци | 1 (0,4%)    | 4 (1,4%)    |
| Укупно            | 273         | 294         |